# Kleobis e Biton (Delfi)

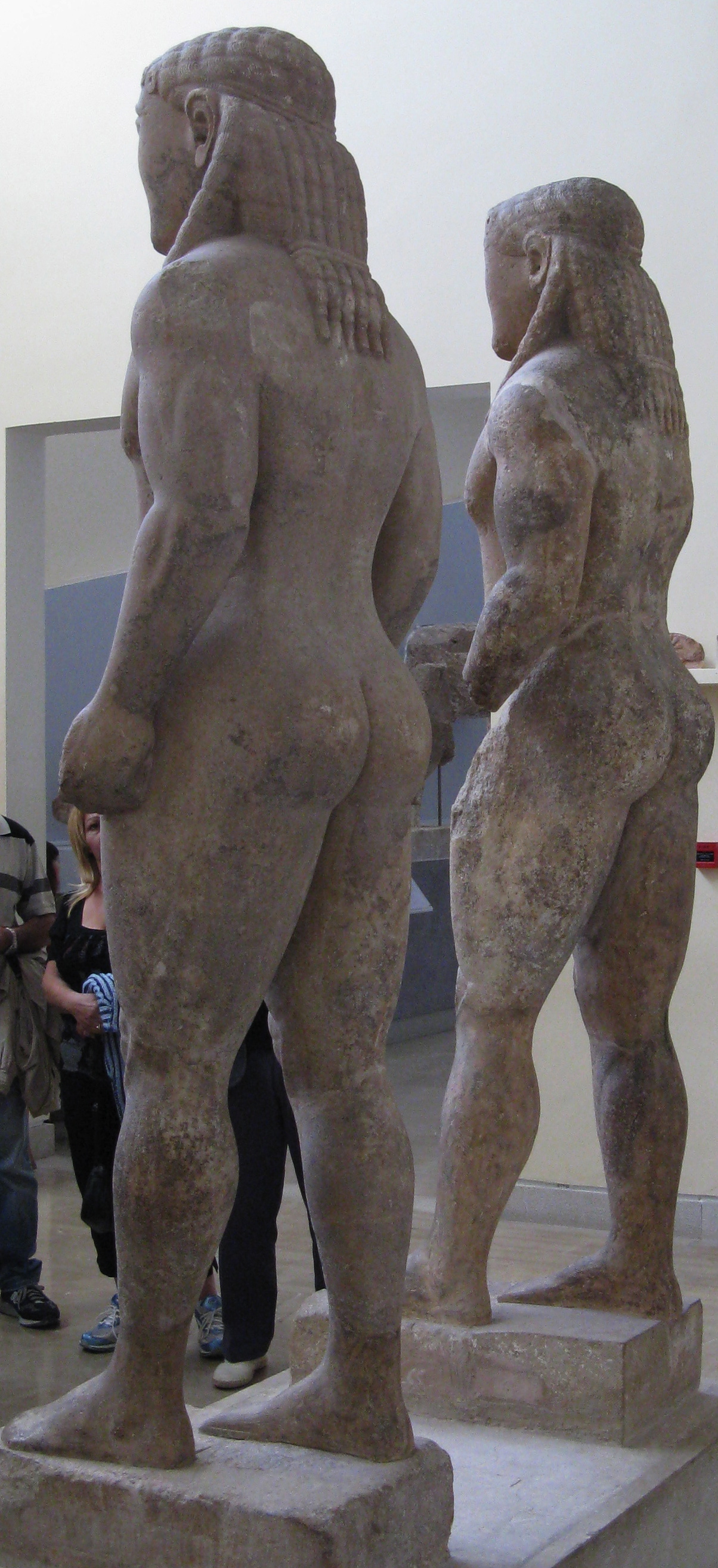
Veduta tergale

Kleobi e Bitone sono una coppia di sculture in marmo pario (h 216 cm, con la base h 235 cm) risalenti al 585 a.C. circa e conservate nel Museo archeologico di Delfi. Si tratta di uno degli esempi più antichi di statuaria arcaica greca, alle origini dell'iconografia del Kouros.

## Storia
Le due sculture di Delfi, ritrovate durante gli scavi del 1893 e 1894 nel santuario di Delfi, nei pressi del Tesoro degli Ateniesi e identificate grazie alle iscrizioni sulle basi, appartengono alla scuola dorico-peloponnesiaca, quella più legata a stilemi arcaici. Sulla parte superiore di un plinto (abbinato alla statua n. 467, quella sulla destra secondo l'ordine espositivo del Museo di Delfi) l'iscrizione incompleta è stata letta nel modo seguente: «[Pol]imedes l'argivo mi ha fatto», e interpretata come la firma dello scultore Polimede di Argo. Sulla seconda base, rinvenuta nel 1907, sono state riconosciute alcune lettere interpretate come il nome di Bitone.
Cleobi e Bitone erano due giovani eroi che si sacrificarono per la dea Era. Nel primo libro delle sue Storie Erodoto (1.31) riporta il racconto di Solone al re Creso relativo alla mitica storia di Cleobi e Bitone quale esempio di vita vissuta felicemente, secondi in felicità solamente a Tello, l'ateniese. Erodoto riferisce che "gli Argivi avevano eretto loro delle statue e le avevano consacrate a Delfi, come si fa con gli uomini veramente eccellenti".
L'identificazione della coppia come Kleobis e Biton venne effettuata nel 1895 dal direttore degli scavi Théophile Homolle, il quale già nel 1900 tentò di rettificare l'identificazione associando le due statue ai Dioscuri. Quest'ultima identificazione fu ripresa negli anni settanta e ottanta del XX secolo da Claude Vatin e Paul Faure. Nelle poche lettere rimaste sulla seconda base rinvenuta, si lesse il nome di un secondo scultore, una possibilità già intravista nel 1961 da Lilian Hamilton Jeffery.

## Descrizione e stile
I kouroi gemelli sono tipicamente nudi tranne per le scarpe che indossano, riprendendo probabilmente l'usanza degli atleti greci di gareggiare nudi.
Le due statue rappresentano uno dei migliori esempi di kouros "dorico": sono nude, statiche, col volto squadrato e schiacciato, la testa sovradimensionata, le braccia lungo il corpo, i pugni chiusi, le rispettive gambe sinistre avanzate e le trecce ricadenti davanti alle spalle. In più presentano una muscolatura abbastanza tozza, in particolare i polpacci, le braccia leggermente flesse, gli occhi a mandorla (segno evidente degli influssi egizi), una fronte bassa e arcate sopraccigliari evidenti. Le due statue sono state scolpite rendendo la parte frontale predominante sulle altre (quelle laterali e posteriore); osservandola dagli altri lati ci si accorge di come infatti esse perdano di vigore.
Particolarità, ma non unicità, dei due kouroi sono le corrispondenze simmetriche tra diverse parti del corpo; è proprio in questo periodo, infatti, che gli artisti greci iniziano a collegare la bellezza alla simmetria, fatto noto col termine di analoghia. Se, idealmente, poniamo un asse di simmetria passante per le due ascelle (e quindi parallelo al terreno), troviamo corrispondenza tra le linee delle clavicole e quelle dei pettorali. Oppure tra le linee campaniformi del torace e quelle formate dall'inguine e dall'attaccatura delle gambe col busto. Oppure ancora tra le linee delle piegature delle braccia e quelle che formano la parte superiore delle rotule.
in questa statua sono presenti anche delle trecce perlinate e i tratti anatomici sono incisi.
La forma del viso e non solo tradisce discendenze dedaliche e la transizione tra la parte anteriore e la parte laterale della testa è molto brusca. Una fila decorativa di dischi forma una linea di riccioli sulla fronte, la parte restante dei capelli è raccolta posteriormente e lateralmente nella consueta suddivisione a trecce. Le grandi orecchie sono molto arretrate rispetto al viso e il lobo è risolto come un disco piatto. I modi dedalici vengono interpretati in senso maggiormente plastico e nel complesso strutturale massiccio e unitario si notano alcuni elementi anatomici evidenziati in modo puramente decorativo tramite incisioni e affossamenti come la linea dell'addome e quelle del pube. La nitidezza e l'incisività delle forme sono caratteristiche dello stile argivo, non è possibile quindi stabilire se l'accentuazione muscolare nei kouroi gemelli sia da mettere in relazione con il soggetto. Le membra del Kleobis hanno una straordinaria robustezza, con un'anatomia possente che ricorda blocchi di pietra accostati.
Scrive Jean Charbonneaux: «Sotto la fronte eretta non c'è pensiero; la luce è nei grandi occhi aperti che fissano la meta. Lo scultore ha presentato i due gemelli come atleti che stanno per iniziare una corsa. [...] il primo esempio dell'equilibrio dell'azione sospesa, motivo che sarà risolto classicamente da Policleto, gloria della scuola d'Argo».
Si tratta di due umani, non di un monarca divinizzato come nelle precedenti culture mediterranee; proprio la figura umana aveva quindi già assunto il valore nodale dell'arte greca, quale la "misura di tutte le cose", dotata di razionalità e al centro dell'universo. I due eroi sono raffigurati eretti e completamente nudi. Queste figure furono oggetto di innumerevoli repliche e, un po' come era successo nell'architettura, si fissò un tema che divenne un'iconografia fondamentale, utilizzato spesso dagli artisti, ma comunque dotato di un certo raggio di scelta indipendente nella resa finale.